# ويليام جون واربورتون هاميلتون
ويليام جون واربورتون هاميلتون (بالإنجليزية: William John Warburton Hamilton)‏ هو سياسي نيوزلندي، ولد في أبريل 1825، وتوفي في 6 ديسمبر 1883.